# المعهد الجزائري للتقييس
المعهد الجزائري للتقييس (بالإنجليزية: Algerian Institute of Standardization) (بالفرنسية: Institut Algérien de Normalisation) تم إدراجه في المجالات الصناعية والتجارية العامة ببموجب المرسوم التنفيذي رقم 98-69 المؤرخ 21 شباط/فبراير 1998 كجزء من إعاده هيكلة المعهد الجزائري للتوحيد القياسي والملكية الصناعية. وهي ممثِّلُ الجزائر في المنظمة الدولية للمعايير.

## المسؤوليات الرئيسة للمعهد
يقوم المعهد بعدة مهام مثل:
- التنسيق وتوحيد جميع أعمال المقاييس التي تضطلع بها الهياكل القائمة وتلك التي ستنشأ لهذا الغرض.
- اعتماد علامات مطابقه للمعايير الجزائرية وبطاقات الجودة، فضلا عن إصدار الأذونات لاستخدام هذه العلامات ومراقبة استخدامها في اطار التشريعات السارية.
- تعزيز العمل والبحث والاختبار في الجزائر أو خارجها، وتطوير مرافق الاختبار اللازمة لوضع المعايير وضمان تنفيذها.
- تطبيق الاتفاقيات والاتفاقات الدولية في مجالات التوحيد التي تعد الجزائر طرفا فيها.
- يكفل أمانه المجلس الوطني للتوحيد القياسي ولجان التوحيد التقني.

## أهداف المعهد
مع عولمة الأسواق وتسارع التغيرات التكنولوجية، أصبح توحيد المعايير وإصدار الشهادات بالنسبة للجهات الفاعلة الاقتصادية أدات للتنمية التجارية.
وفي هذا السياق، يتمثل دور المعهد في تنشيط هذا النشاط المعياري والاستجابة لتوقعات الجهات الفاعلة الاقتصادية واستباق تطور احتياجاتها.
و لهذا أنشأ المعهد فريقا متعدد التخصصات يتألف من أربعة مهن رئيسية في خدمة الأعمال التجارية والمجتمعات المحلية لـ:

### وضع التفاصيل المطلوبة من طرف الجهات الاقتصادية الفاعلة
ويساعد المعهد الجهات الفاعلة الاجتماعية والاقتصادية علي تطوير التفاصيل المعيارية التي تحتاجها لتنميتها الإستراتيجية والتجارية، وتيسير الوصول إلى عمليه التوحيد، وتقديم المعلومات، وتوفير خدمات المرافقة.

### مساعدة الجهات الفاعلة علي الوصول إلى معايير معيارية
قام المعهد بـ تصمم رابطة، وتطوير مجموعه من المنتجات والخدمات الإعلامية المستهدفة من خلال وسائل الإعلام باستخدام أحدث التقنيات.

### مساعدة الجهات الفاعلة علي تطبيق التفاصيل المعيارية
من خلال توفير التدريب وتقديم الاستشارات والنصائح، يساعد المعهد الشركات علي إدماج المعايير في إستراتيجيتها.

## وصلات خارجية
- الموقع الرسمي للمعهد الجزائري للتقييس Algerian Institute of Standardization.
- ركن المعهد في موقع المنظمة الدولية للمعايير.